# Camanongue
Camanongue – miasto w Angoli, w prowincji Moxico.